# Calizzano
Calizzano (im Ligurischen: Carizan) ist eine italienische Gemeinde mit 1434 Einwohnern (Stand 31. Dezember 2023) in der Region Ligurien. Politisch gehört sie zu der Provinz Savona.

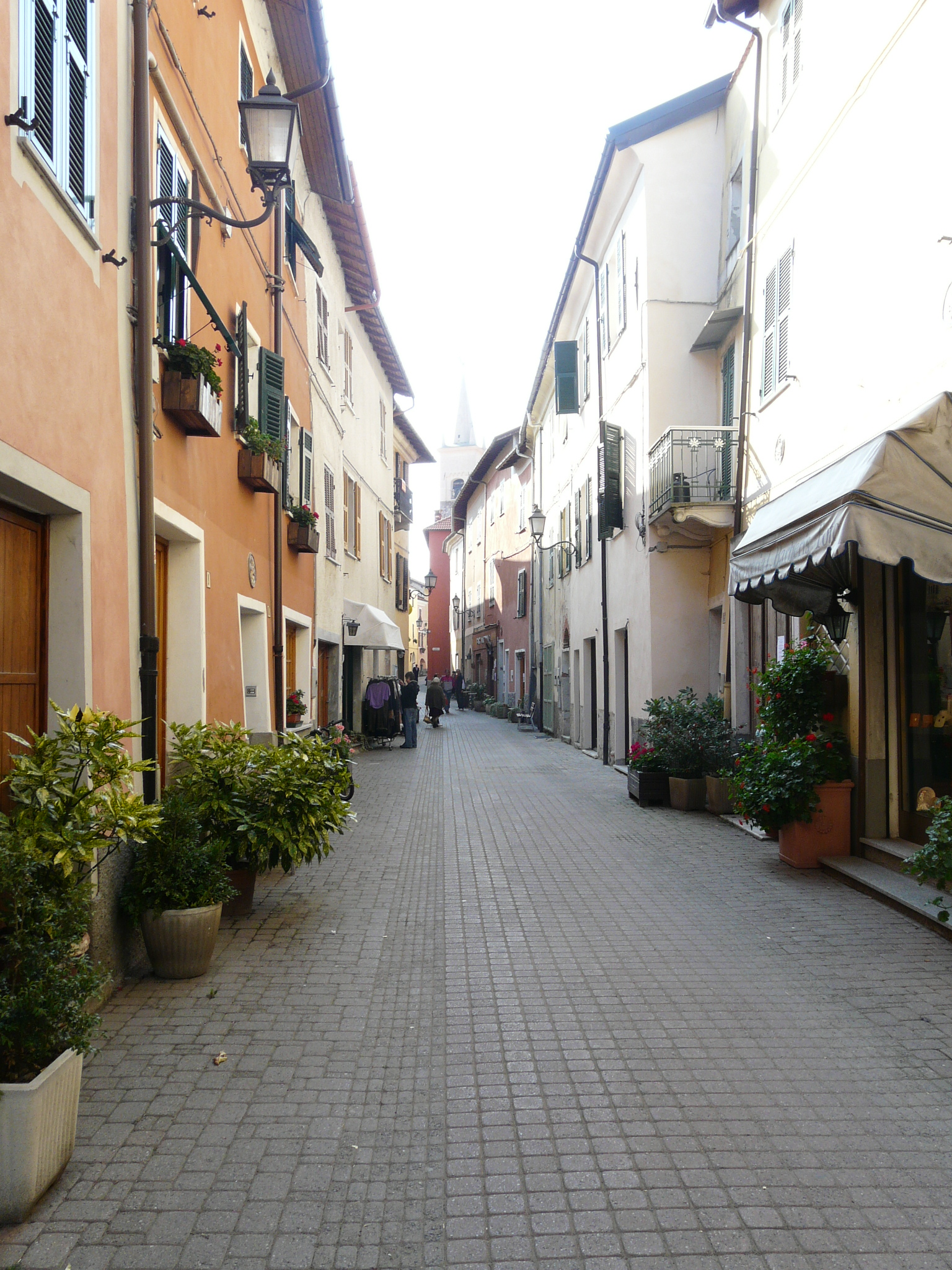
Die historische Altstadt von Calizzano

## Geographie
Calizzano liegt im oberen Abschnitt des Val Bormida, im Hinterland der Riviera di Ponente. In der Nähe der Gemeinde verläuft die Regionalgrenze zwischen Ligurien und Piemont. Calizzano gehört zu der Comunità Montana Alta Val Bormida und ist circa 51 Kilometer von der Provinzhauptstadt Savona entfernt.